# Laccophilus oberthueri
Laccophilus oberthueri är en skalbaggsart som beskrevs av Régimbart 1889. Laccophilus oberthueri ingår i släktet Laccophilus och familjen dykare. Inga underarter finns listade i Catalogue of Life.